# Gabrielle Allen
Gabrielle D. Allen (Londres, siglo XX) es una astrofísica computacional brito-estadounidense conocida por su trabajo en simulaciones astrofísicas y astronomía de múltiples mensajeros, y como una de las desarrolladoras originales del Cactus Framework para la computación científica paralela. Es profesora de matemáticas y estadística en la Universidad de Wyoming.

## Biografía
Es originaria de Barking, Londres. Obtuvo una licenciatura en matemáticas por la Universidad de Nottingham en 1988 y tomó la Parte III de los Tripos Matemáticos de la Universidad de Cambridge en matemáticas aplicadas y física matemática al año siguiente. Completó su doctorado en física por la  Universidad de Cardiff en 1993, y también tiene una Maestría en Estudios Avanzados en Matemáticas de la Universidad de Cambridge, obtenida en 2011.

Se convirtió en investigadora en el Instituto Max Planck de Física Gravitacional antes de pasar en 2003 a un puesto como profesora asistente en la Universidad Estatal de Luisiana. Se convirtió en directora de programas de ciberinfraestructura en la Fundación Nacional de Ciencias en 2010, se convirtió en profesora en el Instituto Skolkovo de Ciencia y Tecnología en Rusia en 2012 y se trasladó a la Universidad de Illinois en Urbana-Champaign en 2014. En la Universidad de Illinois, se convirtió en profesora de astronomía y científica investigadora senior en el Centro Nacional de Aplicaciones de Supercomputación, donde fue codirectora del Gravity Group.
Se mudó a la Universidad de Wyoming, como profesora de matemáticas y estadística, en 2020, en relación con el ascenso de su socio Ed Seidel como presidente de la universidad.

## Reconocimiento
Fue una de los ganadoras del Premio Gordon Bell de supercomputación en 2001, en la categoría especial, "por apoyar la ejecución eficiente en entornos informáticos distribuidos heterogéneos con Cactus y Globus".
Fue nombrada miembro de la Sociedad Estadounidense de Física (APS) en 2017, después de una nominación de la División de Física Computacional de la APS, "por su liderazgo internacional en el desarrollo de marcos de simulación ampliamente utilizados para la relatividad numérica, la astrofísica relativista y otras áreas, sentando una base para que muchos grupos aborden problemas complejos en astronomía de múltiples mensajeros".